# Фауле
Фауле (італ. Faule, п'єм. Fàule) — муніципалітет в Італії, у регіоні П'ємонт,  провінція Кунео.
Фауле розташоване на відстані близько 520 км на північний захід від Рима, 31 км на південь від Турина, 50 км на північ від Кунео.
Населення — 506 осіб (2014).

## Демографія
Населення за роками:

Станом на 1 січня 2023 року в муніципалітеті офіційно проживав 41 іноземець з 10 країн, серед них 21 громадянин країн Євросоюзу та 1 громадянин України.

## Сусідні муніципалітети
- Казальграссо
- Моретта
- Панкальєрі
- Полонгера
- Віллафранка-П'ємонте